# Pedro José de Faya
Pedro José de Faya, también llamado Pedro Faya y nacido como Pedro José Francisco Javier de Faya (Noreña de Asturias, Corona de España, 6 de enero de 1738–Carmen de Patagones, Provincias Unidas del Río de la Plata, después de 1811), fue un médico cirujano hispano-asturiano. En 1781 se convirtió en el primer diplomado de esa profesión en el Virreinato del Río de la Plata por su incipiente Real Protomedicato, y posteriormente se transformó en el primer dentista colonial argentino, ejerciendo dicha especialidad médica desde 1808 en la Patagonia atlántica hasta que falleciera.

## Biografía hasta ser el primer médico egresado en Buenos Aires

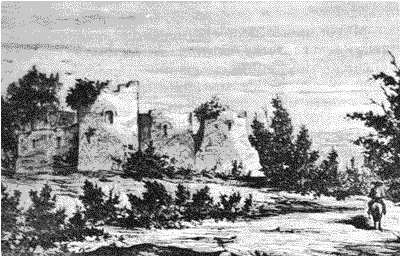
Ruinas del castillo-palacio de Noreña, que había sido reconstruido por el señor feudal Rodrigo Álvarez de las Asturias en el siglo XIV, posteriormente fue una heredad del posterior rey Enrique II de Castilla y luego de su hijo Alfonso Enríquez, en el principado de Asturias (destruido en el).

Pedro José de Faya había nacido el 6 de enero de 1738 en la localidad de Noreña, en el principado de Asturias que todavía forma parte del Reino de España. Hacia 1758 gracias a su gran habilidad en el área de salud, se formó en el arte de la sangría, convirtiéndose en un renombrado flebótomo.

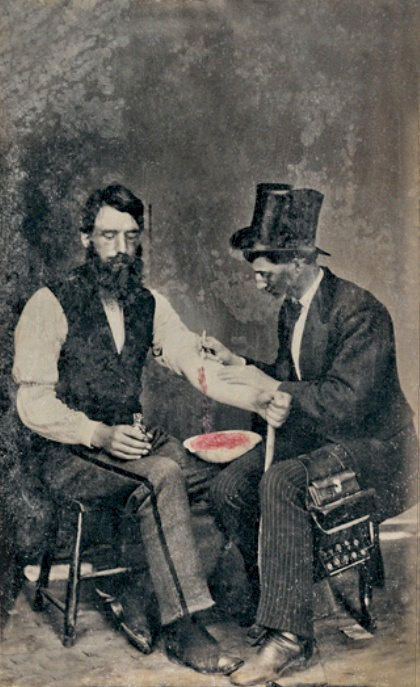
Un médico realizando una sangría (fotografía del año 1860).

Hacia el año 1767 pasó a la entonces Sudamérica española y se radicó en la ciudad de Buenos Aires, capital de la gobernación del Río de la Plata que conformaba una entidad autónoma dentro del Virreinato del Perú, y adonde posteriormente se casó y tuvo una hija en 1769.
Luego de hacer la petición ante el procurador general del Cabildo de Buenos Aires para ejercer la medicina en la gobernación, el hidalgo Pedro de Faya recibió un rechazo el 19 de junio de 1776 por parte del cabildo para curar públicamente.
Una vez erigido el nuevo Virreinato del Río de la Plata de forma definitiva en 1777, el doctor Miguel O'Gorman, junto a Francisco Argerich y a José Alberto Capdevila, inauguraron el Protomedicato del Río de la Plata el 17 de agosto de 1780.
Pedro de Faya se presentó con los documentos competentes y solicitó examen de sangrador el 13 de junio. Según cita su filiación, sus cualidades y características físicas eran las siguientes: era alto, trigueño, con hoyo en la barba y con marcas en el rostro aparentemente por haber padecido viruela.

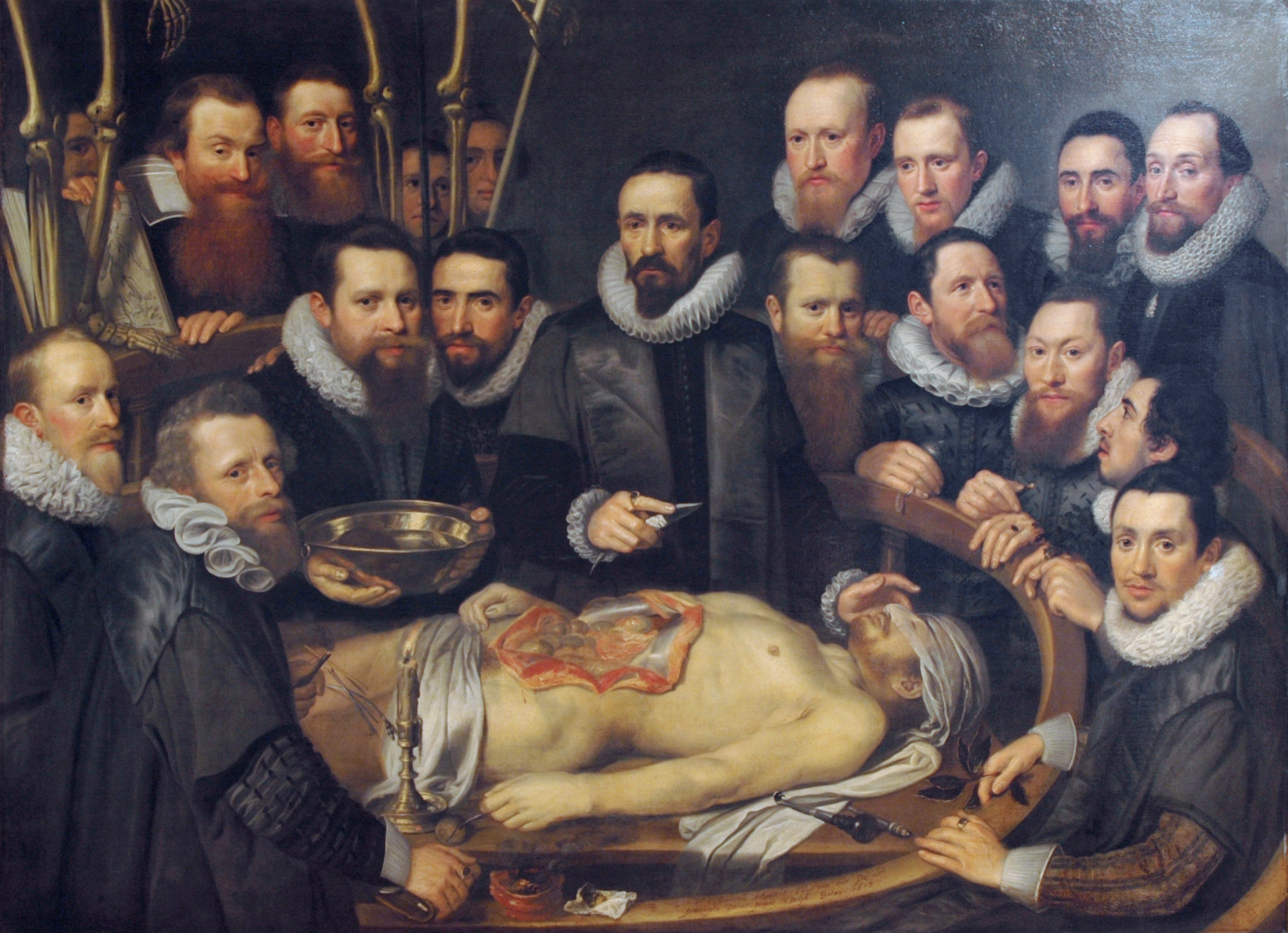
Lección de anatomía del Dr. Willem van der Meer (por el pintor neerlandés Michiel Jansz van Mierevelt, del año 1617).

Fue el médico O'Gorman quien le entregó el título expedido el siguiente 20 de junio de 1781, convirtiéndose así en el primer médico diplomado argentino. Al día siguiente, el 21 del corriente, fue nombrado pasante con la especialidad de ser el primer maestro sangrador del Real Protomedicato, con todas las facultades y preeminencias.

## Enviado como médico al pueblo misionero de San Carlos
De esta manera, Pedro Faya fue enviado el 17 de febrero de 1791 como cirujano al pueblo de San Carlos del entonces departamento de Concepción, en la tenencia de gobierno de las Misiones Guaraníes que formaba parte de la nueva superintendencia de Buenos Aires desde que se erigió en 1783.
En este pueblo misionero conoció al maestro de primeras letras Estanislao Panelo y González Pastor, que también fuera un rico comerciante y era el último año de residencia allí porque regresaría a la ciudad de Buenos Aires.  

## Cirujano de la villa entrerriana de Concepción del Uruguay
Hacia 1798 el cirujano Faya se radicó en la villa de Concepción del Uruguay y en 1799 atendió al regidor y defensor de menores Lorenzo López porque al dirigirse a dicha localidad se había caído del caballo, y por ello, este facultativo tuvo que expedir un certificado para que aquel pudiera excusarse por no poder ocupar el puesto de cabildante al estar enfermo, por lo que en su reemplazo se colocó a Pedro Castañeira, el cual una vez que ocupó el cargo, falleció al poco tiempo.
En el mismo año, los demás miembros del Cabildo de Concepción del Uruguay de la comandancia general de Entre Ríos, que también formaba parte de la superintendencia bonaerense, eran el alcalde ordinario Julián Colman, el regidor decano Ramón Lescano, el regidor tercero y defensor de pobres Manuel García Junco, el regidor cuarto Agustín de Larrachau y el síndico procurador Luis de Hermelo.

## Primer médico-odontólogo en la Patagonia argentina y deceso

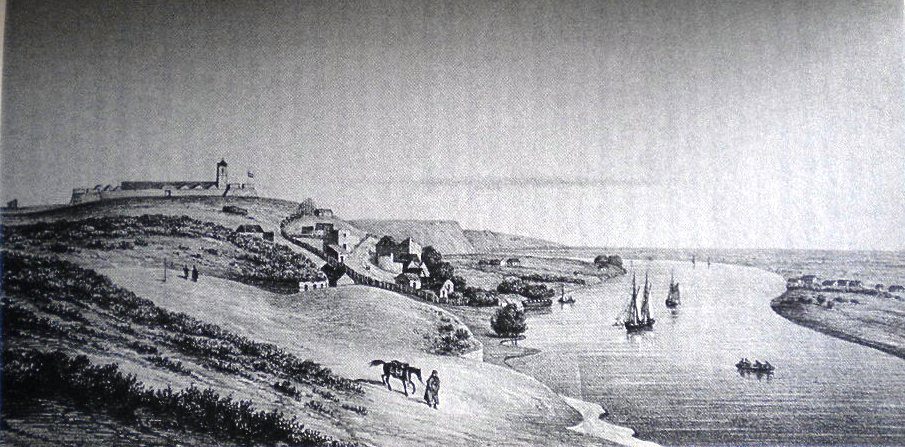
Dibujo de Carmen de Patagones y el río Negro (por Alcide d'Orbigny, en su visita de 1829).

El doctor O'Gorman le propuso al virrey-marqués Rafael de Sobremonte los servicios de cirujano de Pedro Faya para el que solicitaba en la Banda Oriental, y al ser también sangrador habilitado estaba autorizado a realizar la función de extraer piezas dentarias, por lo que fue aceptado aunque no para el territorio de marras sino que fue mandado por el nuevo virrey Santiago de Liniers a Carmen de Patagones el 30 de julio de 1808, en la costa de la Patagonia argentina, transformándose de esta manera también en el primer dentista colonial argentino.

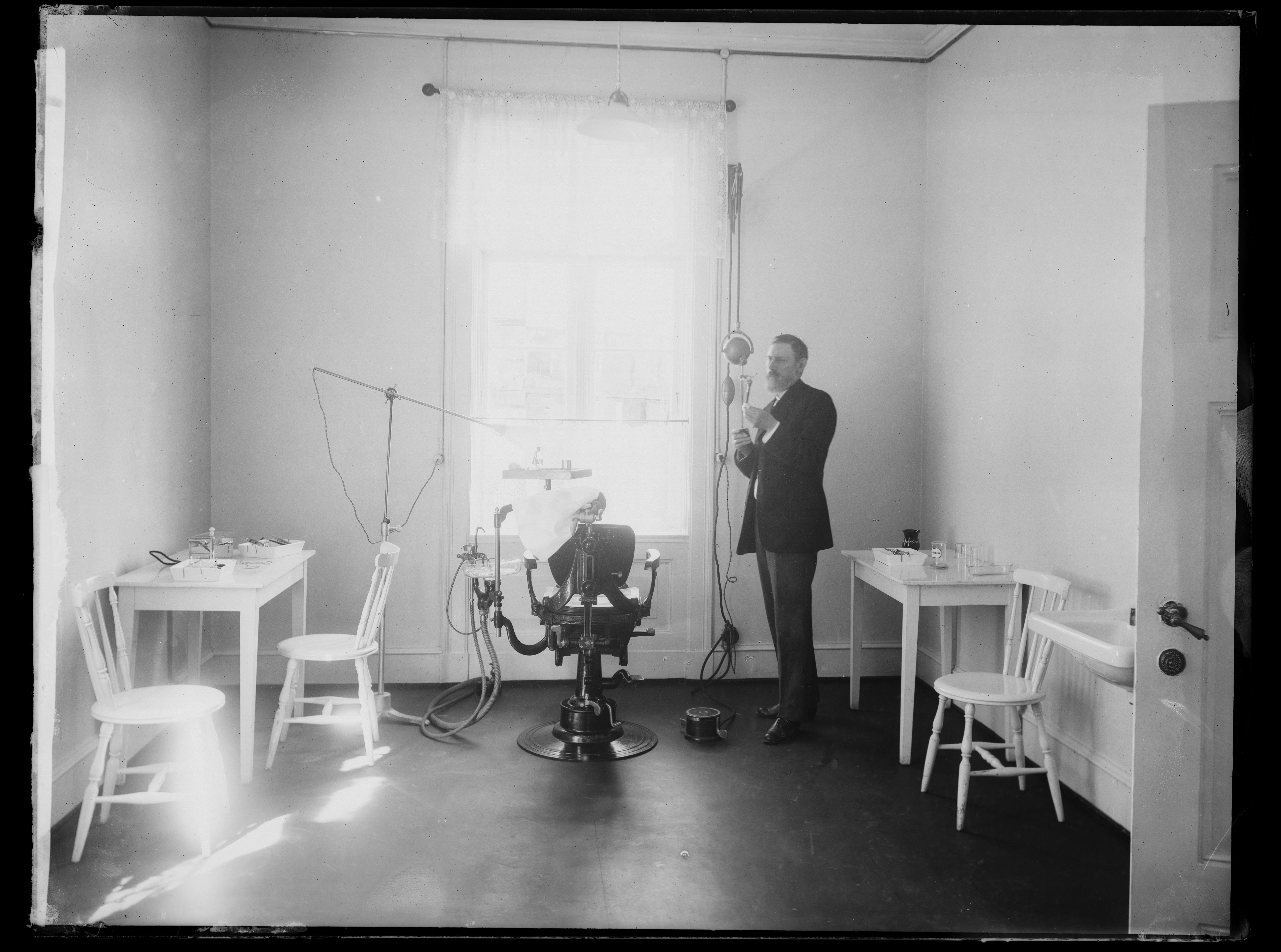
Clínica dental de finales de.

Luego de la Revolución de Mayo los pobladores patagónicos solicitaron el 6 de octubre a la incipiente nación sudamericana que relevaran al cirujano anciano español del puesto sanitario pero fue denegada el 31 de diciembre de 1810.
El médico odontólogo Pedro José de Faya, perecería muy anciano después de 1811 en la localidad de Carmen de Patagones de la comandancia homónima ubicada en la Patagonia oriental, cuyo territorio nominalmente formaba parte de las Provincias Unidas del Río de la Plata.
Con la sublevación realista del 21 de abril de 1812, implicó la pérdida del control de esa plaza patagónica fortificada por parte del gobierno revolucionario de Buenos Aires hasta su recuperación en 1814.

## Matrimonio y descendencia
El médico Pedro José Francisco Javier de Faya se había unido en matrimonio hacia 1768 con María Ignacia Rodríguez Flores (n. ca. 1749). Fruto de la unión de Pedro Faya y María Ignacia Rodríguez hubo por lo menos una hija documentada:
- Leocadia de Faya[12][7] o bien Leocadia Faya[c] (Buenos Aires, 9 de diciembre de 1769-2 de febrero de 1848)[7][13] que se casó el 11 de septiembre de 1800 con el hidalgo y futuro coronel argentino Martín Enríquez de Lacarra,[13] siendo hijo del navarro-español Martín Enríquez de Lacarra y Mugarza[14] y de su esposa hispano-tucumana Mónica de Toledo Sandoval,[15][16][17] nieto paterno del hidalgo José Enríquez de Lacarra[12] y por lo tanto era un descendiente del mariscal real navarro Antonio Enríquez de Navarra, II señor de Murillo de las Limas, VI señor de Vierlas y VII señor de Ablitas.[17][18] Martín Lacarra participó contra las Invasiones Inglesas de 1806 y de 1807, en la Guerra de Independencia de la Argentina, en sus posteriores guerras civiles y, como segundo gobernante patagónico desde 1823 hasta 1827, actuó en este último año de su mandato en la defensa contra las invasiones imperiales en el contexto de la Guerra del Brasil. Fruto del enlace entre Leocadia Faya y Martín Lacarra hubo tres hijos: el ayudante mayor de los húsares bonaerenses José de Lacarra —que fuera el abuelo del concejal Dionisio Viera Lacarra-Artigas— además de Eleuteria y María Josefa de Lacarra.[19]